# ريغي هيرن
ريغي كريستيان هيرن (من مواليد 14 أغسطس 1991) هو لاعب كرة سلة أمريكي محترف في دوري الرابطة الوطنية لفئة التطوير. لعب كرة السلة الجامعية في جامعة وسترن إلينوي.